# Antonín Bruodin
Antonín Bruodin OFM (anglicky Anthony Bruodin, též Bruodinus nebo Broudinus; 1625 – 1671/1675/1680) byl irský františkán – hybern. Narodil se v roce 1625. Pocházel z jižní části Irska, soudobé provincie Momonia.: Po nucené emigraci z rodné země přišel s dalšími spolubratry roku 1649 nebo 1650 do Čech. Záhy nicméně opustil irskou františkánskou komunitu, roku 1651 byl inkorporován do české františkánské provincie a působil v konventu v Olomouci, kde byl od roku 1663 kvardiánem. V roce 1668 se stal kvardiánem pražského františkánského konventu u P.M. Sněžné a posléze snad též konventu v Jindřichově Hradci. Byl též zvolen českým provinčním definitorem. Neúspěšně byl prosazován jako zástupce české části bratří v provincii na úřad provinciála, vizitátor – bavorský františkán Fortunatus Huber jej z kandidatury vyloučil, neboť si v předvolební kampani neměl počínat v souladu se stanovenými pravidly. Někdy mezi lety 1663 a 1669 byl jmenován definitorem habituálním. Působil však zejména jako lektor. Nejprve na irské františkánské koleji v Praze, posléze v dalších českých klášterech jako lektor filozofie (1656–1657), lektor teologie, byl jmenován provinčním definitorem. Údajně pro spory, které v té době vznikly mezi irskými františkány v českých zemích a členy české františkánské provincie, se Bruodin vrátil zpět k hybernům. Zemřel údajně 7. května 1680, podle jiných údajů v již roku 1675, anebo se měl vrátit jako misionář zpět do Irska, kde zesnul 28. května 1671 v Dublinu.

## Dílo
- Propugnaculum catholicae veritatis – nejznámější Bruodinovo dílo – dějiny pronásledování křesťanů od počátku se zvláštním důrazem na likvidaci katolíků v Irsku. Kniha vyšla tiskem v Praze roku 1669.[8] Zmiňuje zde konkrétně okolo 200 irských mučedníků za vlády anglických králů Jindřicha VIII., Eduarda VI., Alžběty I. a Jakuba I. Bruodinovo dílo je založeno na Analektech irského ossorijského biskupa Davida Rothe, která výrazně doplnit o informace od dalších autorů jako Thomas Bourchier, Lucas Wadding, Philippe Alegambe a zejména dle rukopisu připisovanému generálními vikáři v irském Killaloe jménem Matthew Creagh, který byl irskými františkány přivezen do Prahy. V závěru knihy také Bruodin popsal založení a počátky hybernské koleje u Neposkvrněného početí Panny Marie v Praze.[9] Dle frontispisového mědirytu s vyobrazením stigmatizace svatého Františka[10] knihu věnoval podporovatelům františkánského řádu Václavu Vojtěchu, Janu Norbertu a Ignáci Karlovi hrabatům ze Šternberka.
- Oecodomia Minoriticae Scholae Salomonis Doctoris Subtilis quadraginta quinque columnis sustenata někdy uváděná jako Universae theologiae scholasticae manualis summa. Knihu osmerkového formátu vytiskla v Praze jezuitská tiskárna roku 1663. Jednalo se o učebnici teologie.
- Corola Oecodomiae Minoriticae Scholae Salomonis Doctoris Subtilis, někdy zapisovaná jako Carolla, Corolla nebo Manualis Summae totius Theologiae Speculativae pars altera. Jedná se o druhý díl předchozího titulu obsahující tak společně více než 800 stran textu. Vytištěn byl tamtéž, o rok později než první díl. Podle úplného titulu díla jde o příručku/učebnici spekulativní teologie opět v duchu františkánské teologické školy. Obě části autor věnoval Ferdinandu Vilémovi Slavatovi. Dílo bylo zařazena do Indexu zakázaných knih, sekce k opravení chyb („ad correctionem“).[11]
- Synopsis vitae. virtutum, et miraculorum S. Petri de Alcantara, Ordinis sancti francisci strictoris observantiae hispani... collecta ex authenticis scriptoribus. Praha : [jezuitská kolej]. 1669. 8°. Vyšlo též v německém překladu: Kurtzer Bericht des Lebens der Tugendten und Wunderwercken deß heiligen Petri von Alcantara, eines Stiffters und Reformirers etlicher Provincien der Mindern Brüder s. Francisci in Spanien und Jndien so man Discalceaten oder Barßisser nennet. übersetzet Durch P.E. Joannem Müller. Prag 1669.[12] nebo latinsky v Krakově.[13]
- Armamentarium Theologicum Ad Mentem Doctoris Subtilis. Praha : jezuitská tiskárna, faktor Jan Mikuláš Hampel, 1676, 4°. Učebnice teologie pro františkánská studia.[14]
- Officina quarta theologica, seu Tractatus de Opere sex dierum, ad mentem Doctoris Subtilis. Praha : jezuitská tiskárna, faktor Jan Mikuláš Hampel, 1676, 4°.
- Descriptio Regni Hiberniae sanctorum insulae, et de prima origine miserarium et motuum in Anglia, Scotia et Hibernia, regnante Carolo I. Řím, 1721. formát 4°.